# Amblyrhynchotes honckenii
Amblyrhynchotes honckenii är en fiskart som först beskrevs av Bloch 1785.  Amblyrhynchotes honckenii ingår i släktet Amblyrhynchotes och familjen blåsfiskar. Inga underarter finns listade i Catalogue of Life.